# Tscheu La Ling
Tshen (Tscheu) La Ling (Den Haag, 6 januari 1956) is een Nederlands voormalig profvoetballer die als vleugelaanvaller speelde. Het langst verbleef hij bij Ajax Amsterdam: 7 jaar (juli 1975-juli 1982). Hij kwam veertien keer uit voor het Nederlands voetbalelftal waarbij hij tweemaal scoorde. Ling is van gemengd-Chinees-Nederlandse afkomst. Na zijn voetbalcarrière werd hij ondernemer en sinds 2007 is hij daarnaast eigenaar van de Slowaakse voetbalclub AS Trenčín.

## Spelling
In de media circuleren verschillende spellingswijzen van zijn naam. Meest voorkomend is Tscheu La Ling. Ook Tschen La Ling, Tshen La Ling, Tjeu La Ling en Tscheu-La Ling (met streepje) worden gebruikt. Lange tijd deed hij geheimzinnig over zijn naam. Zijn gemakkelijke instelling was daar debet aan. Het interesseerde hem simpelweg niet hoe zijn naam geschreven werd. In een interview door Jaap Visser van de Revu in februari 2007 gaf hij toe dat zijn naam officieel Ling Tshen La is, een van origine Chinese naam die "Hij die in het oosten van het bos is geboren bij gunstige wind" zou betekenen. De naam is afkomstig van zijn Chinese opa en wordt zowel door zijn opa, zijn vader en hemzelf alsmede door een van zijn zoons gedragen.

## Voetbalcarrière
Ling begon zijn voetballoopbaan bij het plaatselijke FC Den Haag. In 1975 kwam hij in conflict met zijn elftalgenoten. Hij had afgezegd voor een competitiewedstrijd terwijl hij de nacht daarvoor nog gesignaleerd was in het nachtleven. De spelers stemden hem uit de selectie en zo zag hij de bekerfinale 1974/75 in mei 1975 tussen FC Den Haag en FC Twente aan zijn neus voorbijgaan. Hij besloot dat hij nooit meer voor FC Den Haag wilde spelen en korte tijd later werd hij door Hans Kraay sr. naar Ajax gehaald, als opvolger van de naar Valencia vertrokken rechterspits Johnny Rep. Ling debuteerde op 8 augustus 1975 in het Amsterdam-700-toernooi (Ajax-Barcelona 3-1). Zijn debuut in een officiële wedstrijd voor Ajax maakte Ling op 13 augustus 1975 (FC Twente-Ajax 1-1, een wedstrijd in de enige nacompetitie die in de eredivisie ooit gehouden werd, van het seizoen 1974-1975). Zijn eerste officiële wedstrijd voor Ajax in het seizoen 1975/1976 speelde Ling op 16 augustus 1975 (Sparta-Ajax 1-1, eredivisie). Kraay's opvolger coach Rinus Michels kreeg in het seizoen 1975/76, vanaf zijn aanstelling op 1 september 1975, geen vat op de eigenzinnige rechtsbuiten. Ling draafde onder het bewind van Michels, naar eigen zeggen alleen maar achter zijn tegenstander aan, en was vervolgens te uitgeput om nog die ene, extra, beslissende offensieve actie te maken.

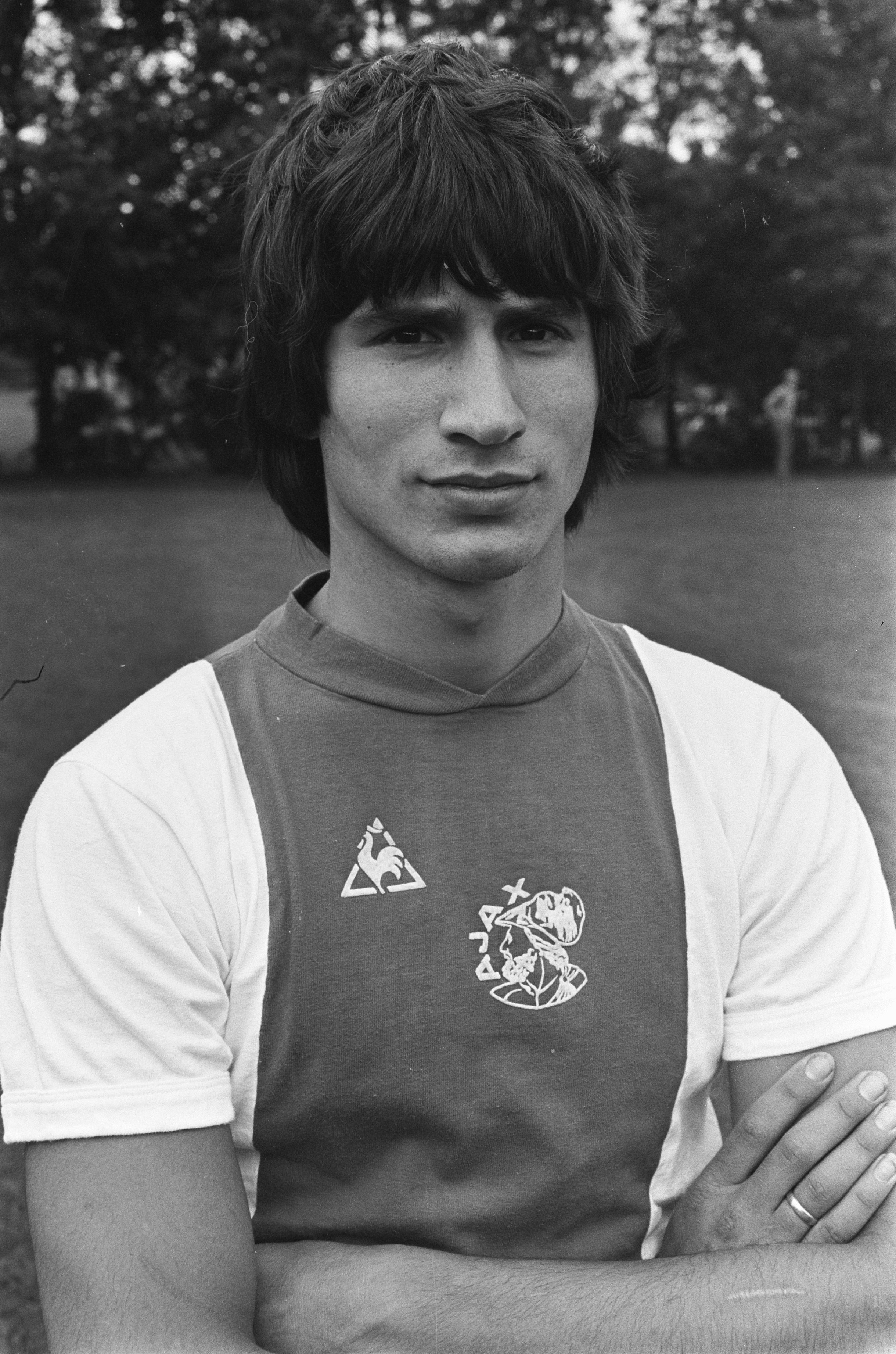
Tshen La Ling op 15-7-1975, tijdens de perspresentatie van Ajax in het seizoen 1975/1976

De opvolger van Rinus Michels, de Kroaat Tomislav Ivić, gaf Ling vanaf het seizoen 1976/77 de volledige vrijheid en Ling ontpopte zich door zijn passeeracties tot publiekslieveling. Door zijn onvoorspelbaarheid en veronderstelde luiheid werd Ling een ware cultheld. Een materiaalman van Ajax sprak over de bijzondere wens van Ling om elke wedstrijd met nieuwe sokken te spelen. Uit die tijd stamt de op straat in Amsterdam veel gehoorde kreet "alle ballen op Tscheu". In december 1981 kwam Johan Cruijff, mede door toenmalig Ajax-voorzitter Ton Harmsen en mede door bemiddeling door sportverslaggever en televisiepresentator Jack van Gelder, na ruim 8 jaar terug bij Ajax. Cruijff ging op het middenveld spelen en daardoor verhuisde rechter- en centrale middenvelder Gerald Vanenburg (de opvolger van Frank Arnesen medio 1981) naar de rechterspits-positie en rechterspits Ling werd steeds minder opgesteld. Zijn laatste officiële wedstrijd voor Ajax speelde Ling op 22 mei 1982, in de 34ste en laatste competitieronde van de eredivisie van dat seizoen (Haarlem-Ajax 1-3), waardoor Ajax het seizoen afsloot met maar liefst 117 goals vóór en 42 goals tegen (doelsaldo +75). In de 7 seizoenen 1975/1976 tot en met 1981/1982 behaalde Ling met Ajax als doelsaldi in de eredivisie: +36, +36, +49, +62, +36, +34, +75. De eindklasseringen waren achtereenvolgens: 3, 1, 2, 1, 1, 2, 1. Na een periode van zeven jaar tussen 1 juli 1975 en 20 juli 1982, waarin 172 wedstrijden en 54 goals voor de Amsterdamse club, 4 landskampioenschappen in 1977, 1979, 1980 en 1982, 2 tweede plaatsen (1978, 1981), 1 derde plaats (1976), 4 bekerfinales op rij vanaf 1978 tot en met 1981 waarvan 1 gewonnen in 1979, en een halve finale Europacup I in 1980, koos Ling voor een buitenlands avontuur bij Panathinaikos in Athene. Twee jaar later, half 1984, verkaste hij naar Olympique Marseille om uiteindelijk in het seizoen 1985/86 bij Feyenoord in Rotterdam te spelen, dat dat seizoen als 3de finishte. Hij sloot zijn carrière af bij FC Den Haag waarvoor hij in het opvolgende seizoen nog 10 wedstrijden zou spelen. Hij was toen slechts 30 jaar.

### Nederlands elftal
Ling heeft 14 keer in het Nederlands Elftal gespeeld, maar nooit een groot eindtoernooi meegemaakt. Wel was hij betrokken bij een incident waardoor Oranje zich plaatste voor het Europees kampioenschap voetbal in 1980 in Italië. Tijdens de laatste kwalificatiewedstrijd in november 1979 in Leipzig tegen de voormalige DDR stond Nederland met 2-0 achter, toen Ling het aan de stok kreeg met verdediger Konrad Weise. Met een rechtse directe sloeg hij de Duitser neer, waarop beide spelers rood kregen. Dankzij de ruimte op het veld die hierdoor ontstond kwam Oranje in de tweede helft terug en won uiteindelijk met 2-3.
Ling zat wel dicht tegen een plaats in de selectie van het WK 1978 in Argentinië en het EK 1980 in Italië aan, maar viel enkele maanden voor de toernooien af, nadat hij in respectievelijk februari 1978 (Israël-Nederland 0-1) en januari 1980 (Spanje-Nederland 1-0) nog wel van de partij was geweest in oefenwedstrijden.

## Erelijst
AFC Ajax
- Eredivisie: 1977, 1979, 1980, 1982
- KNVB beker: 1979

## Na het voetbal
Ook buiten het veld was Ling onberekenbaar. Door verkeerde investeringen en gokschulden zat hij halverwege de jaren tachtig financieel aan de grond met een schuld van 800.000 gulden. Hij verkocht zijn huis en zijn auto en begon een bedrijf in voedingssupplementen. Inmiddels heeft Ling met dit bedrijf een vermogen opgebouwd en is het uitgegroeid tot een bedrijf met 22 werknemers. Ling is daarnaast sinds 2007 eigenaar van de Slowaakse voetbalclub AS Trenčín.
Door Johan Cruijff werd hij in 2011 naar voren geschoven als beoogd voorzitter van AFC Ajax. De overige leden van de Raad van Commissarissen zagen hier echter niets in.

## Privé
Ling heeft met zijn huidige vrouw vier zonen. Uit twee eerdere huwelijken heeft hij twee dochters.

## Trivia
- In september 1976 dolde hij de rechtsback van Manchester United in een uitverkocht Old Trafford. Ling passeerde de verdediger met een dubbele schaar, stopte de bal en wenkte de rechtsback om het nog eens te proberen. Ling passeerde hem opnieuw. Ajax werd overigens in de eerste ronde van het UEFA Cup-toernooi (Europa Cup III-toernooi) in het seizoen 1976/1977 met 1-2 uitgeschakeld door de Britten (1-0 zege in Amsterdam, 2-0 nederlaag in Manchester).[bron?]
- Ling had een zeer goede techniek en was een expert in het pingelen. Voorbeelden hiervan te over, onder andere in de wedstrijden Ajax-Omonia Nicosia 10-0 (24-10-1979) en Ajax-NEC 3-0 (5-4-1980). In laatstgenoemde wedstrijd pingelde Ling 7 spelers van NEC op rij uit, 3 middenvelders, en 4 verdedigers.[bron?]
- Ling stond erom bekend een van de weinigen te zijn die het op durfde te nemen tegen Johan Cruijff. Zo zou hij Cruijff, omdat die aanmerkingen bleef hebben op La Lings manier van meeverdedigen, toegesproken hebben met de woorden: "Als je nou je bek niet houdt, dan krijg je een keu in je reet".[2]
- Bij het SBS6-programma Fighting with the stars in 2007 moest Ling tegen John de Wolf een partij thaiboksen. Ling won door knock-out in de eerste ronde.